# Râul Potârnichea, Agigea
Râul Potârnichea este un curs de apă, care se varsă în ramura Agigea a Canalului Dunăre-Marea Neagră. 